# František Vosecký
František Vosecký (* 23. listopadu 1986 Praha[zdroj?]) je bývalý český politik a marketingový poradce, od roku 2014 zastupitel městské části Praha 7 (v letech 2015 až 2018 také radní městské části), bývalý člen Zelených (do roku 2018). 
Od roku 2019 pracuje jako projektový manažer a analytik ve společnosti Pražské služby 
Od roku 2023 se zabývá tvorbou obsahu o fotbale a řídí dva kanály- Derby Podcast https://www.youtube.com/channel/UCyf1TuiRei24ARta3Ct1aVg  a Slavia Fans TV: https://www.youtube.com/@SlaviaFansTV-wu8qx
Od roku 2024 provozuje Food Truck v pražské Stromovce 

## Život
Absolvoval Gymnázium Jana Keplera v Praze a následně studoval Fakultu sociálních věd Univerzity Karlovy. Pracoval jako marketingový poradce.
František Vosecký žije v Praze, konkrétně v městské části Praha 7. Je ženatý.

## Politické působení
Od roku 2011 byl členem Zelených.
V komunálních volbách v roce 2014 byl zvolen jako člen SZ zastupitelem městské části Praha 7, a to na kandidátce uskupení "Koalice PRO 7" (tj. SZ, Piráti, SNK ED a nezávislí). V prosinci 2015 se stal radním městské části pro oblasti sport, místní Agenda 21, podpora podnikání a zdravotnictví. Ve volbách v roce 2018 post zastupitele městské části obhájil, když kandidoval jako člen Zelených za uskupení "Piráti a Zelení Praha 7". Skončil však v pozici radního a dále působil již pouze jako řadový zastupitel.
Ve volbách do Poslanecké sněmovny PČR v roce 2017 kandidoval za Zelené v Praze, ale neuspěl. V lednu 2018 byl na sjezdu Zelených v České Třebové zvolen členem předsednictva strany. Na tuto funkci rezignoval v říjnu 2018, v prosinci téhož roku pak ze strany vystoupil.

Od roku 2022 již nepůsobí v žádné politické funkci a dle vlastních slov už ani v žádné působit nebude.